# Lucas Englander
Lucas Englander (* 21. September 1992 in Wien) ist ein österreichischer Schauspieler.

## Leben
Lucas Englander studierte Schauspiel am Stella Adler Studio of Acting in New York City, brach die dreijährige Ausbildung jedoch nach einem Jahr ab.
In der Fernsehserie Parlament spielt er die Rolle von Torsten, dem Assistenten der von Christiane Paul verkörperten Ingeborg.
2020 übernahm er neben Karin Viard und Benjamin Biolay eine Hauptrolle im französischen Kinofilm Les apparences von Marc Fitoussi. Für seine Darstellung des Jonas war er bei der César-Verleihung 2021 als einer von vierundzwanzig Kandidaten für die Auszeichnung als Bester Nachwuchsdarsteller vorausgewählt.
In der Netflix-Serie Transatlantic übernahm er die tragende Rolle des Albert Hirschmann, eines jüdischen Flüchtlings im Marseille der 1940er Jahre, der für die Flüchtlingsorganisation Emergency Rescue Committee arbeitete. In Transatlantic spricht Englander Deutsch, Englisch und Französisch. Ihn habe diese Rolle tief berührt und verändert, gab er in einem Interview an.

## Filmografie (Auswahl)
- 2015: Wienerland (Fernsehserie, 3 Folgen)
- 2016: Der lichte Grund
- 2015: SOKO Leipzig (Fernsehserie, 1 Folge)
- 2017: Schnell ermittelt (Fernsehserie, 1 Folge)
- 2017: Raising Hitler (Fernsehserie, 8 Folgen)
- 2018: Genius: Picasso
- 2019: Der Bergdoktor (Fernsehserie, 1 Folge)
- 2019: The Witcher (Fernsehserie, 1 Folge)
- 2019: A Gschicht über d’Lieb
- 2019: Catherine The Great
- 2020: Les apparences
- 2020: Parlament (Fernsehserie, 3 Staffeln)
- 2021: Missions (Fernsehserie)
- 2023: Transatlantic (Fernsehserie)
- 2023: Rosalie
- 2024: The Day of the Jackal (Fernsehserie, 2 Folgen)
- 2025: Nine Perfect Strangers (Fernsehserie, 8 Folgen)